# Campeonato Europeu de Patinação Artística no Gelo de 1955
O Campeonato Europeu de Patinação Artística no Gelo de 1955 foi a quadragésima sétima edição do Campeonato Europeu de Patinação Artística no Gelo, um evento anual de patinação artística no gelo organizado pela União Internacional de Patinação (em inglês:  International Skating Union) onde os patinadores artísticos competem pelo título de campeão europeu. A competição foi disputada entre os dias 27 de janeiro e 30 de janeiro, na cidade de Budapeste, Hungria.

## Eventos
- Individual masculino
- Individual feminino
- Duplas
- Dança no gelo

## Medalhistas
| Evento                        | Ouro                                         | Prata                                              | Bronze                                            |
| Individual masculino detalhes | Alain Giletti · França                       | Michael Booker · Reino Unido                       | Karol Divín · Tchecoslováquia                     |
| Individual feminino detalhes  | Hanna Eigel · Áustria                        | Yvonne Sugden · Reino Unido                        | Erica Batchelor · Reino Unido                     |
| Duplas detalhes               | Marianna Nagy · László Nagy · Hungria        | Věra Suchánková · Zdeněk Doležal · Tchecoslováquia | Marika Kilius · Franz Ningel · Alemanha Ocidental |
| Dança no gelo detalhes        | Jean Westwood · Laurence Demmy · Reino Unido | Pamela Weight · Paul Thomas · Reino Unido          | Barbara Radford · Raymond Lockwood · Reino Unido  |

## Resultados

### Individual masculino
| Pos.              | Nome                  | Nacionalidade      |
| ----------------- | --------------------- | ------------------ |
| Medalha de ouro   | Alain Giletti         | França             |
| Medalha de prata  | Michael Booker        | Reino Unido        |
| Medalha de bronze | Karol Divín           | Tchecoslováquia    |
| 4                 | Norbert Felsinger     | Áustria            |
| 5                 | Alain Calmat          | França             |
| 6                 | István Szenes         | Hungria            |
| 7                 | Tilo Gutzeit          | Alemanha Ocidental |
| 8                 | Hans Müller           | Suíça              |
| 9                 | György Czakó          | Hungria            |
| 10                | Manfred Schnelldorfer | Alemanha Ocidental |
| 11                | Ivan Mauer            | Tchecoslováquia    |
| 12                | Miroslav Kutina       | Tchecoslováquia    |
| 13                | Emanuel Koczyba       | Polônia            |
| 14                | Leon Osadnyk          | Polônia            |

### Individual feminino
| Pos.              | Nome                     | Nacionalidade      |
| ----------------- | ------------------------ | ------------------ |
| Medalha de ouro   | Hanna Eigel              | Áustria            |
| Medalha de prata  | Yvonne Sugden            | Reino Unido        |
| Medalha de bronze | Erica Batchelor          | Reino Unido        |
| 4                 | Rose Pettinger           | Alemanha Ocidental |
| 5                 | Hanna Walter             | Áustria            |
| 6                 | Maryvonne Huet           | França             |
| 7                 | Fiorella Negro           | Itália             |
| 8                 | Miroslava Nachodska      | Tchecoslováquia    |
| 9                 | Erika Rücker             | Alemanha Ocidental |
| 10                | Dagmar Lerchova-Rehakova | Tchecoslováquia    |
| 11                | Alice Fischer            | Suíça              |
| 12                | Michèle Allard           | França             |
| 13                | Ilse Musyl               | Áustria            |
| 14                | Christianne Moreux       | França             |
| 15                | Eszter Jurek             | Hungria            |
| 16                | Manuela Angeli           | Itália             |
| 17                | Gilberte Naboudet        | França             |
| 18                | Milena Tumova            | Tchecoslováquia    |
| 19                | Luisella Gaspari         | Itália             |
| 20                | Milena Kladrubska        | Tchecoslováquia    |
| 21                | Hedvig Palinkas          | Hungria            |
| 22                | Barbara Jankowska        | Polônia            |

### Duplas
| Pos.              | Nome                                     | Nacionalidade      |
| ----------------- | ---------------------------------------- | ------------------ |
| Medalha de ouro   | Marianna Nagy / László Nagy              | Hungria            |
| Medalha de prata  | Věra Suchánková / Zdeněk Doležal         | Tchecoslováquia    |
| Medalha de bronze | Marika Kilius / Franz Ningel             | Alemanha Ocidental |
| 4                 | Lisel Ellend / Konrad Lienert            | Áustria            |
| 5                 | Alice Zettel / Klaus Loichinger          | Alemanha Ocidental |
| 6                 | Jane Higson / Robert Hudson              | Reino Unido        |
| 7                 | Soňa Balůnova-Burjanova / Miroslav Balůn | Tchecoslováquia    |
| 8                 | Eva Szőllősy / Gabor Vida                | Hungria            |
| 9                 | Anna Bursche Lindner / Leon Osadnyk      | Reino Unido        |

### Dança no gelo
| Pos.              | Nome                               | Nacionalidade      |
| ----------------- | ---------------------------------- | ------------------ |
| Medalha de ouro   | Jean Westwood / Laurence Demmy     | Reino Unido        |
| Medalha de prata  | Pamela Weight / Paul Thomas        | Reino Unido        |
| Medalha de bronze | Barbara Radford / Raymond Lockwood | Reino Unido        |
| 4                 | Fanny Besson / Jean Paul Guhel     | França             |
| 5                 | Sigrid Knake / Günther Koch        | Alemanha Ocidental |
| 6                 | Bona Giammona / Giancarlo Sioli    | Itália             |
| 7                 | Lucia Fischer / Rudolf Zorn        | Áustria            |
| 8                 | Edith Peikert / Hans Kutschera     | Áustria            |
| 9                 | Rozsa Madarász / Gyula Madarász    | Hungria            |
| 10                | Catherina Odink / Jacobus Odink    | Países Baixos      |
| 11                | Edit Parádi / Josef Parádi         | Hungria            |
| 12                | Luise Lehner / Georg Lenitz        | Áustria            |
| 13                | Aranka Tóth / Endre Tóth           | Hungria            |
| 14                | Maria Goth / Willy Wernz           | Alemanha Ocidental |

## Quadro de medalhas
| Ordem | País               | Medalha de ouro | Medalha de prata | Medalha de bronze |    | Ordem por total |
| ----- | ------------------ | --------------- | ---------------- | ----------------- | -- | --------------- |
| 1     | Reino Unido        | 1               | 3                | 2                 | 6  | 1               |
| 2     | Áustria            | 1               |                  |                   | 1  | 3               |
| 2     | França             | 1               |                  |                   | 1  | 3               |
| 2     | Hungria            | 1               |                  |                   | 1  | 3               |
| 5     | Tchecoslováquia    |                 | 1                | 1                 | 2  | 2               |
| 6     | Alemanha Ocidental |                 |                  | 1                 | 1  | 3               |
| TOTAL | TOTAL              | 4               | 4                | 4                 | 12 | —               |